# The Tok'ra II (Stargate SG-1)
The Tok'ra II (Los Tok'ra, Parte 2 en Latinoamérica, La Tok'ra, Parte 2 en España) es el décimo segundo episodio de la segunda temporada de la serie de televisión de ciencia ficción Stargate SG-1. Corresponde a la Parte 2 de 2 capítulos, siendo antecedida por The Tok'ra I. Es también el trigésimo cuarto episodio de toda la serie. 

## Trama
El SG-1 sigue como "huéspedes" de los Tok'ra, mientras Carter continua preocupada por su padre, que agoniza en la Tierra. Entonces ella pregunta si un simbionte puede curar el cáncer, a lo que Garshaw responde que probablemente. Sabiendo esto los Tok’ra deciden que si Jacob Carter acepta convertirse en el nuevo anfitrión de Selmak, entonces la idea de una alianza con la Tierra sería posible. Permiten solo que Carter y O'Neill vuelvan a la tierra para hablar con Jacob.
Al llegar, Samantha revela a su padre, su verdadero trabajo en el Complejo Cheyenne. Él cree primero que es una broma, pero Carter logra convencerlo de esto y de la idea que la Simbiosis podrá ayudarlo. De vuelta en la base Tok'ra, Jacob conoce al simbionte que desea unirse con él y después de una pequeña evaluación mutua se produce la Simbiosis, que deja a Jacob inconsciente. A diferencia de los Goa'uld que entran por el cuello, los Tok'ra se introducen a través de la boca.
Entre tanto, O'Neill ha descubierto un espía Goa'uld entre los Tok'ra, que ha revelado la ubicación de la base, trayendo una flota de naves Ha'tak a esta. Entonces los Tok'ra deciden huir a un nuevo mundo, pero antes deben hallar al traidor, ya que el simbionte ha cambiado de portador y este se ha suicidado en un túnel que se estaba derrumbando, por considerarse culpable de dejar que el Goa'uld tomara control de su cuerpo. Jack ubica al espía al ver a una mujer con una caja que contenía el mismo dispositivo de comunicación Goa'uld, que él vio antes que tenía el traidor. 
Mientras las naves Goa’uld se acercan, Jacob aún no se recupera de la simbiosis y cualquier intento de moverlo podría ser fatal. Al final, Carter y Martouf se quedan para ayudar a Jacob, mientras que Garshaw y el resto del SG-1 y 3 vuelven a la Tierra. Si Selmak no cura rápido del cáncer a Jacob, los túneles de la base que se desintegran terminarán por matarlos. Después de un tiempo Jacob/Selmak se despierta y junto con Samantha y Martouf salen de la base subterránea, antes que todo colapse. En la superficie, son perseguidos por Planeadores de la muerte, pero logran marcar y escapar a la Tierra. Allí, los Tok’ra agradecen toda la ayuda del SG-1, en la evacuación y por salvar a Selmak al ofrecer a Jacob como anfitrión. Los Tok'ra deciden volver inmediatamente a la nueva base para trasladarla otra vez, debido a que no saben si el espía reveló o no la ubicación de este otro cuartel. Jacob se despide de su hija, feliz porque esta le ha conseguido el mejor trabajo para un General retirado, como enlace entre la Tierra y los Tok'ra. Antes de partir, Daniel les da una Caja metálica como la de Cimmeria, para que la envíen si quieren contactarse con la Tierra en el futuro.

## Artistas invitados
- Carmen Argenziano como Jacob Carter.
- J. R. Bourne como Martouf/Lantesh.
- Sarah Douglas como Garshaw.
- Winston Rekert como Cordesh.
- Steve Makaj como el Coronel Makepeace.
- Joy Coghill como Selmak/Saroosh.
- Laara Sadiq como la Técnico Davis.
- Tosca Baggoo como la Consejera Tok'ra.
- Roger Haskett como el Doctor.
- Stephen Tibbetts como el Guardia.